# Toutiao
Toutiao ou Jinri Toutiao é uma plataforma de notícias e conteúdo informativo, um produto essencial da empresa ByteDance, de Pequim. Ao analisar os recursos de conteúdo, a interação dos usuários e usuários com o conteúdo, os modelos de algoritmo da empresa geram uma lista de feeds de conteúdo personalizada para cada usuário.
A Toutiao é uma das maiores plataformas móveis de criação, agregação e distribuição de conteúdo da China, apoiada por técnicas de aprendizado de máquina, com 120 milhões de usuários ativos diários em setembro de 2017.

## História
Em agosto de 2012, Beijing ByteDance Technology Co., Ltd. lançou a primeira versão do seu principal produto Toutiao.
O conteúdo da plataforma Toutiao vem de diferentes fontes. No início, uma grande parte do conteúdo foi rastreada da Internet. Agora, Toutiao atualmente tem parcerias com mais de 20.000 meios de comunicação tradicionais, que constituem 10% de seu feed, e 800.000 novos criadores de conteúdo de mídia.
Em 2012 e 2013, Toutiao teve duas rodadas anteriores de financiamento do Grupo Grupo Susquehanna International (SIG) Asia Investment e Yuri Milner.
Em 2014, a Sequoia Capital liderou seu financiamento da Série C de 100 milhões de dólares a uma avaliação de 500 milhões de dólares, seguida pela Sina Weibo.
Em 2016, o número de usuários ativos diários de Toutiao chegou a 78 milhões.
Em setembro de 2017, a Toutiao tem 120 milhões de usuários ativos diários, e é avaliado em 20 bilhões de dólares.

## Características

### Tecnologia de recomendação
A Toutiao usa algoritmos para selecionar diferentes conteúdos para usuários individuais. Ele usa sistemas de aprendizado de máquina para recomendações personalizadas que exibem conteúdo que os usuários ainda não necessariamente indicaram a preferência.
Usando Processamento de Linguagem Natural e Visão Computacional, Toutiao extrai entidades e palavras-chave como recursos de cada parte do conteúdo. Quando um usuário abre o aplicativo pela primeira vez, Toutiao faz uma recomendação preliminar. Toutiao então ajusta seus modelos com as interações dos usuários com o aplicativo.

### Vídeo
A Toutiao lançou seu canal de vídeo em maio de 2015. Os criadores podem fazer upload de seus vídeos curtos e o algoritmo de Toutiao recomendará vídeos aos usuários.
Em 2016, os vídeos na Toutiao são jogados 1 bilhão de vezes por dia, tornando a maior plataforma de vídeos curtos da Toutiao China na época.

### Q & A
Em julho de 2016, Toutiao lançou um novo canal chamado Q & A, uma comunidade de discussão aberta. Os usuários registrados podem compartilhar suas experiências e opiniões em campos específicos sob questões e interagir com outros usuários. A Toutiao recomendará respostas aos usuários no feed de notícias e no canal de perguntas e respostas.
O Toutiao Q & A faz a correspondência de perguntas com usuários interessados usando o processamento de linguagem natural e o perfil do usuário e os convida automaticamente a responder a certas perguntas.

### Moderação de notícias falsas
Toutiao identifica notícias falsas usando uma combinação de revisores humanos, juntamente com análises automatizadas de postagens e comentários.

## Características do usuário
90% dos usuários de Toutiao têm menos de 30 anos de idade. O usuário médio gasta 76 minutos no site todos os dias, resultando em 1,3 bilhão de artigos lidos todos os dias.

## Comunidade de criadores
Em 2013, a Toutiao forneceu uma plataforma de auto-publicação para organizações de mídia. A plataforma evoluiu posteriormente para a conta Toutiaohao.
A partir de 2016, mais de 350.000 indivíduos e organizações iniciaram suas contas Toutiaohao, incluindo departamentos de administração, organizações de mídia, empresas e escritores individuais. Eles publicam 150.000 artigos e vídeos na Toutiao todos os dias.

## Bem social

### Alerta de Toutiao para pessoas desaparecidas
Usando técnicas de envio de notificações baseadas em localização, Toutiao iniciou um projeto de responsabilidade social corporativa chamado “Alerta Toutiao para Pessoas Desaparecidas”. As pessoas podem enviar informações detalhadas da pessoa desaparecida, incluindo a última localização e hora conhecidas. Após um processo de verificação, Toutiao enviará mensagens de notificação de pessoas desaparecidas para seus usuários dentro do possível alcance de seu paradeiro.
A partir de 2016, 700 pessoas desaparecidas foram recuperadas como resultado de usuários da Toutiao oferecendo pistas e notificando a autoridade.
Em fevereiro de 2017, mais de mil pessoas desaparecidas foram encontradas usando esse recurso.

## Pesquisa
O braço de pesquisa da Toutiao, Toutiao AI Lab, foi fundado em março de 2016 e é dirigido por Ma Wei-Ying. Suas principais áreas de pesquisa incluem Processamento de Linguagem Natural, Aprendizado de Máquina, Visão Computacional e Interação Humano-Computador.
Xiaomingbot, um escritor de robôs com tecnologia AI co-desenvolvido pela Toutiao Lab e pela Peking University, cria artigos automaticamente. Publicou 450 artigos ao longo dos Jogos Olímpicos de 2016.

## Investimento e globalização
Em seu mercado doméstico, a Toutiao fez um investimento para a Imaginechina.
Toutiao está entrando no Japão, nos EUA, no Brasil e na região do Sudeste Asiático.
Em outubro de 2016, Toutiao liderou o aplicativo de idioma local da Índia Dailyhunt 25 milhões de dólares em sua rodada de financiamento série D.
Toutiao obteve uma participação controladora do aplicativo de notícias em língua local da Indonésia, Babe, em 2016.
Empresa-mãe da Toutiao, a Bytedance é proprietária da TopBuzz nos EUA e no Brasil.
Em janeiro de 2017, a Toutiao adquiriu o aplicativo de criação de vídeos Flipagram por um valor não revelado.
Após a Rodada de Financiamento da Série D de Toutiao no final de 2016, com investimentos no valor de US $ 1 bilhão pela Sequoia Capital, CCB International e outras instituições, a Toutiao está avaliada em mais de US $ 11 bilhões.

## Controvérsias

### Legalidade do conteúdo
Em 5 de junho de 2014, o Guangzhou Daily processou a Toutiao por violar seus direitos autorais. O caso foi resolvido 13 dias depois.
Em 16 de setembro de 2014, a Administração Nacional de Direitos Autorais afirmou que a Toutiao havia violado os direitos autorais dos meios de comunicação tradicionais ao rastrear e veicular conteúdos de seus próprios servidores; no entanto, a administração também notou que Toutiao já havia deletado o conteúdo relevante e começado a negociar por uma licença formal.
Em 29 de dezembro de 2017, a Cyberspace Administration of China acusou Toutiao e Phoenix News de "disseminar informações pornográficas e vulgares, tinha sérios problemas de desorientar as pessoas e tinha uma influência maligna no ecossistema do discurso público online", listando "reposting". notícias em violação da regulamentação, clickbait, e seriamente perturbar a ordem do fluxo de informações na rede "como sua principal ofensa. Em resposta, Toutiao suspendeu sua atualização de conteúdo para seis de seus canais por 24 horas, encerrou seu canal "Sociedade", baniu milhares de contas, e começou a recrutar mais 2000 censores.

### Privacidade
Toutiao tem um recurso chamado "pessoas que você pode conhecer". Em dezembro de 2017, os usuários notaram que o recurso mostrava seus contatos de forma consistente, apesar de não permitirem que a Toutiao ou o WeChat os lessem. Quando questionada, Toutiao afirma que "não possui, coleta ou processa dados privados dos usuários", e "ler os contatos dos usuários com seu consentimento é uma prática comum em negócios de Internet móvel". Em 11 de janeiro de 2018, o Ministério da Indústria e Tecnologia da Informação solicitou à Toutiao que "respeitasse as leis e regulamentos, e apenas coletasse informações pessoais necessárias legalmente e de maneira justificada".

### Anúncios fraudulentos
Em 29 de março de 2018, a CCTV-2 informou que a Toutiao exibia anúncios que violavam a Lei de Propaganda para produtos duvidosos ou falsificados, visando cidades onde as regulamentações não são tão rígidas. Uma empresa, a Tong Ren Tang, foi forçada a retirar seus produtos genuínos da CFDA em 29 de dezembro de 2017 devido às reclamações feitas por aqueles que compraram as falsificações anunciadas. Tong Ren Tang declarou que eles nunca anunciaram em Toutiao, e apresentaram queixas contra tais anúncios ilegais com Toutiao antes, entretanto em alguns casos Toutiao rejeitou suas reclamações, em vez disso respondendo "Por que você não anuncia? Se você anunciar seus produtos genuínos, não haverá qualquer falsificação ", e quando solicitado para as identidades dos anunciantes, Toutiao respondeu" você como uma empresa não tem direitos para saber que ".  
Durante uma entrevista, os funcionários da Toutiao dizem que, desde que estejam dispostos a pagar mais taxas de publicidade, eles não se importam se o produto é bom ou não, e se o produto não for certificado, eles fingirão um produto, e eles Ajudará a configurar uma página de destino com conteúdo legal que guiará o visitante para o anúncio ilegal e encontrará uma empresa proxy para que, quando os reguladores descobrirem, possam culpar o proxy.
Toutiao respondeu em 30 de março dizendo que os anunciantes e procuradores relevantes foram banidos de Toutiao indefinidamente, e os empregados foram demitidos. Toutiao diz que em breve implementará um aviso quando os usuários estiverem navegando para longe do conteúdo controlado por Toutiao.